# Charles Derber
Charles Derber (* Januar 1944 in Washington, DC) ist ein US-amerikanischer Autor und Professor für Soziologie am Boston College.

## Leben
Derber studierte an der Yale University in New Haven, Connecticut und erhielt dort 1965 seinen Bachelor of Arts. Ebenda war er ein Mitglied der Manuscript Society. Er erwarb seinen PhD an der University of Chicago.

## Werke
- Corporation Nation: How Corporations are Taking Over Our Lives -- and What We Can Do About It by Charles Derber. 1998, ISBN 978-0-312-25461-2.
- Sociopathic Society: A People's Sociology of the United States. 2013, ISBN 978-1-61205-438-4